# Ballast (chemin de fer)
Pour les articles homonymes, voir Ballast.

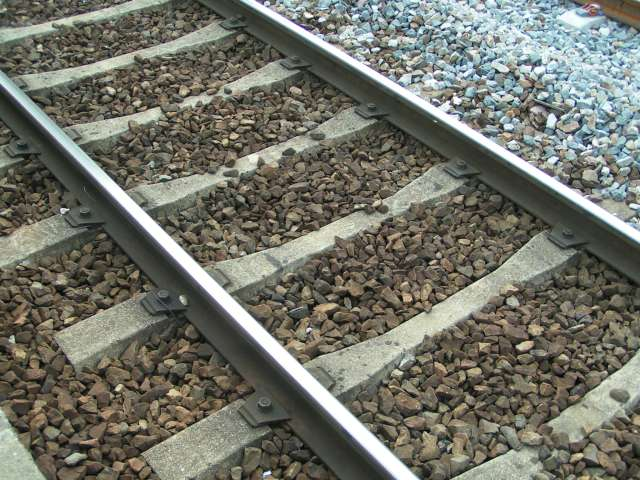
Traverses enchâssées dans le ballast sur la voie du Transilien V à Jouy-en-Josas.

Le ballast est le lit de pierres ou de graviers sur lequel repose une voie de chemin de fer.

## Étymologie
Le mot ballast est d'origine scandinave, mais ses acceptions actuelles en français ont été empruntées à l’anglais. En 1844, en France, une Encyclopédie des chemins de fer présente le terme ballast, utilisé dans les chemins de fer, comme un anglicisme inutile en raison de l'utilisation courante du mot ensablement pour désigner le mélange de cailloux et de sable répandu sur le sol, sous la voie ferrée. Le mot est finalement entré dans l’usage et a supplanté ensablement.

## Caractéristiques

### Utilisation
Le ballast transmet au sol les efforts engendrés par le passage des trains, sans se déformer par tassement. Il sert aussi à enchâsser les traverses afin d'assurer leur résistance aux déformations longitudinales, particulièrement importante pour la technique des longs rails soudés. Les traverses reposent sur une épaisseur de 10 à 35 cm de ballast selon les caractéristiques de la ligne.

### Matériau

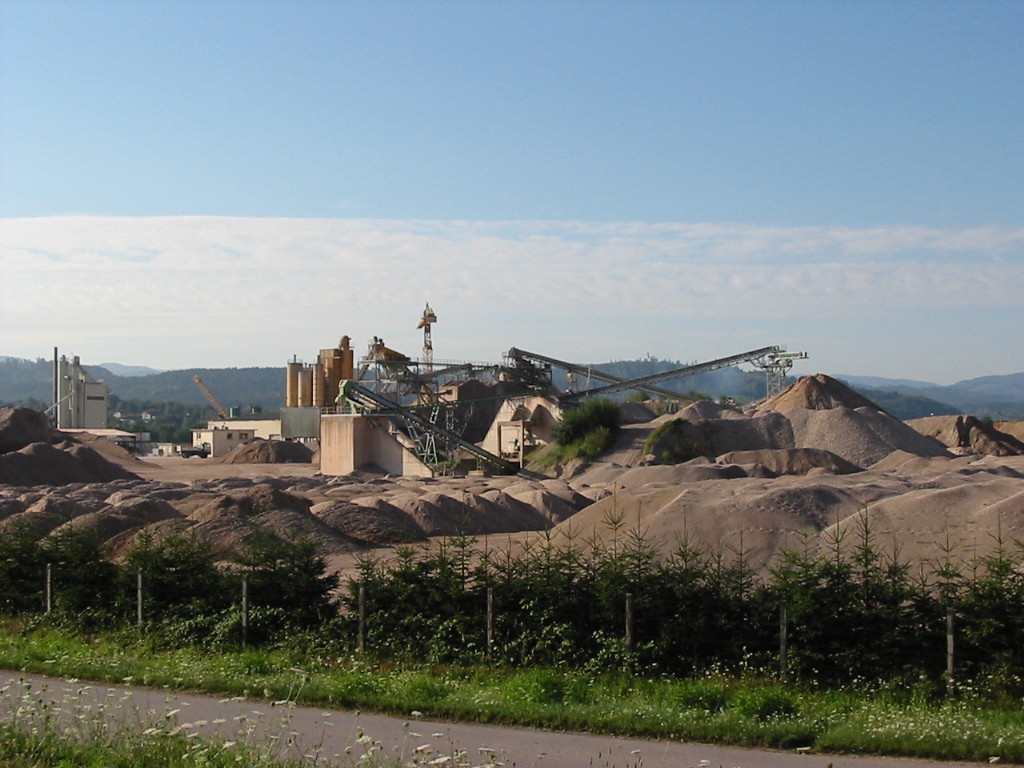
Ballastière dans les Vosges.

On utilise généralement de la pierre concassée, de granulométrie variant entre 31,5 et 50 mm. Le type de roches utilisées varie suivant les régions et pays en fonction du climat. On trouve des roches de type plutonique : granite, diorite, etc. En Suisse, on utilise principalement du grès calcaire et du calcaire siliceux. On utilise du gravillon fin (10 à 35 mm) pour le nivellement par soufflage. Les carrières où l'on extrait et transforme ces matériaux sont les ballastières et par métonymie les wagons qui transportent le ballast se nomment aussi des ballastières.
Il est aussi possible d'utiliser le laitier (produit par les hauts-fourneaux).
Les éléments du ballast doivent s'imbriquer de façon à former une masse compacte mais perméable.

### Contrainte
Le ballast subit deux types d'usure :
- contamination par des matériaux parasites, par exemple de la terre ou toilettes non étanches. On procède à des désherbages, mais il est nécessaire de remplacer le ballast régulièrement ;
- tassement du ballast sous les traverses; il provoque une déformation verticale de la voie. Il est nécessaire de réinjecter du gravillon de faible granulométrie sous les traverses (opération de soufflage) ; ou bien de réaliser une opération d'entretien à l'aide d'une bourreuse. Ce genre d'opération se réalise après une valeur d'intervention (VI) mesurée par les véhicules d'enregistrement de la géométrie de la voie (Mauzin, ...).

On tamise le ballast chaque vingtaine d'années pour remplacer les pierres brisées. Le ballast présente une durée d'utilisation d'une quarantaine d'années avant de devoir être intégralement remplacé.

### Glossaire
- Glossaire  ferroviaire